# Barrage de Conqueyrac
Le barrage de Conqueyrac est l'un des trois barrages écrêteurs de crues, du Vidourle. Situé sur la commune de Conqueyrac, dans le Gard, c'est le plus grand des trois et le seul barrage situé sur le fleuve même du Vidourle. Les deux autres barrages ont été construits sur des affluents du fleuve.

## Histoire

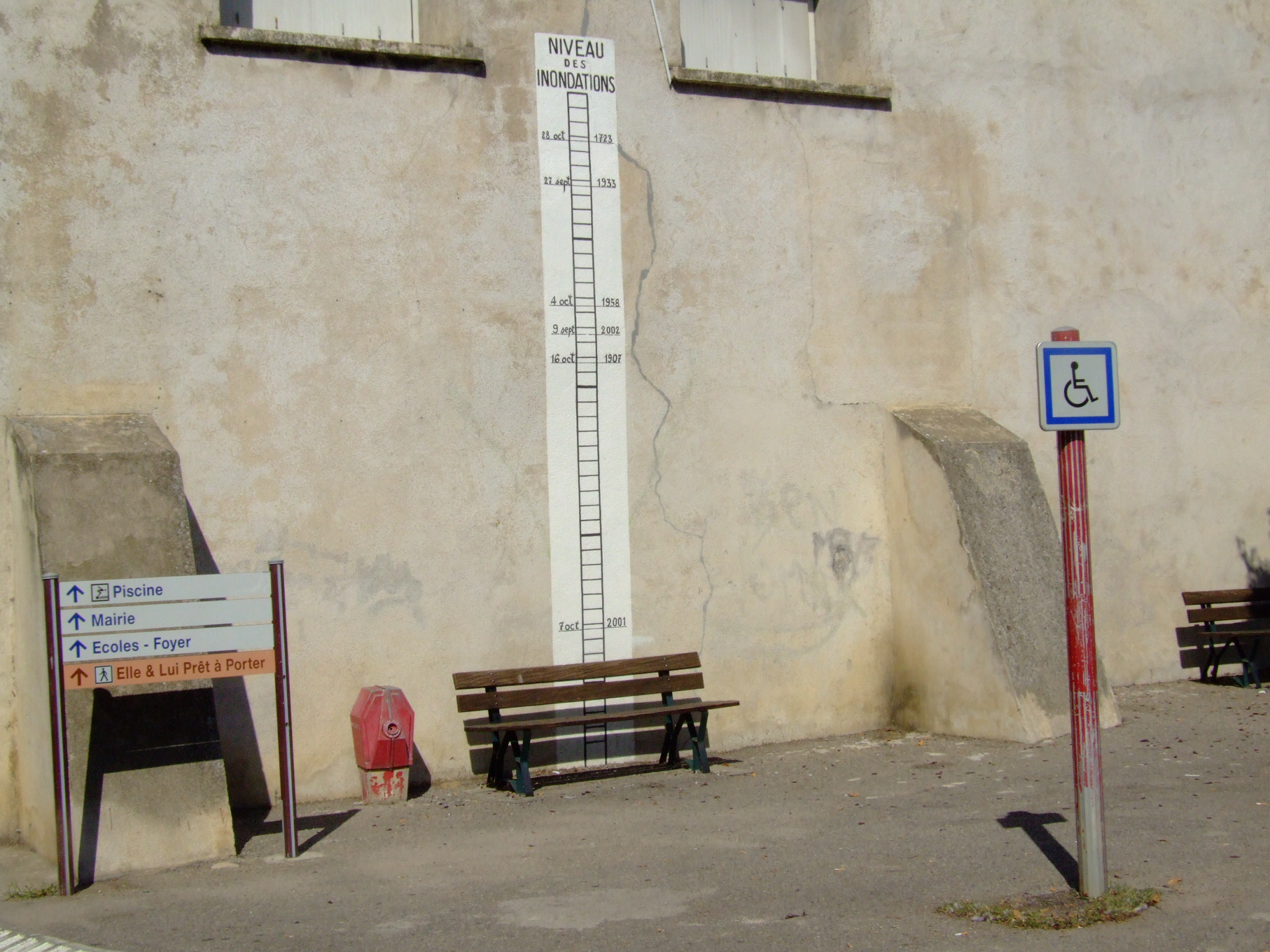
Niveau du Vidourle à Quissac (Gard) en 1958 et en 2002.

La construction des barrages fut décidée à la suite d'une crue historique en 1958. Mais en 2002, la vidourlade (crue) fut si importante que les barrages ne suffirent pas à contenir les quelque 2 650 m3/s d'eau (débit mesuré en aval à Sommières le 9 septembre 2002).

## Barrage à écailles

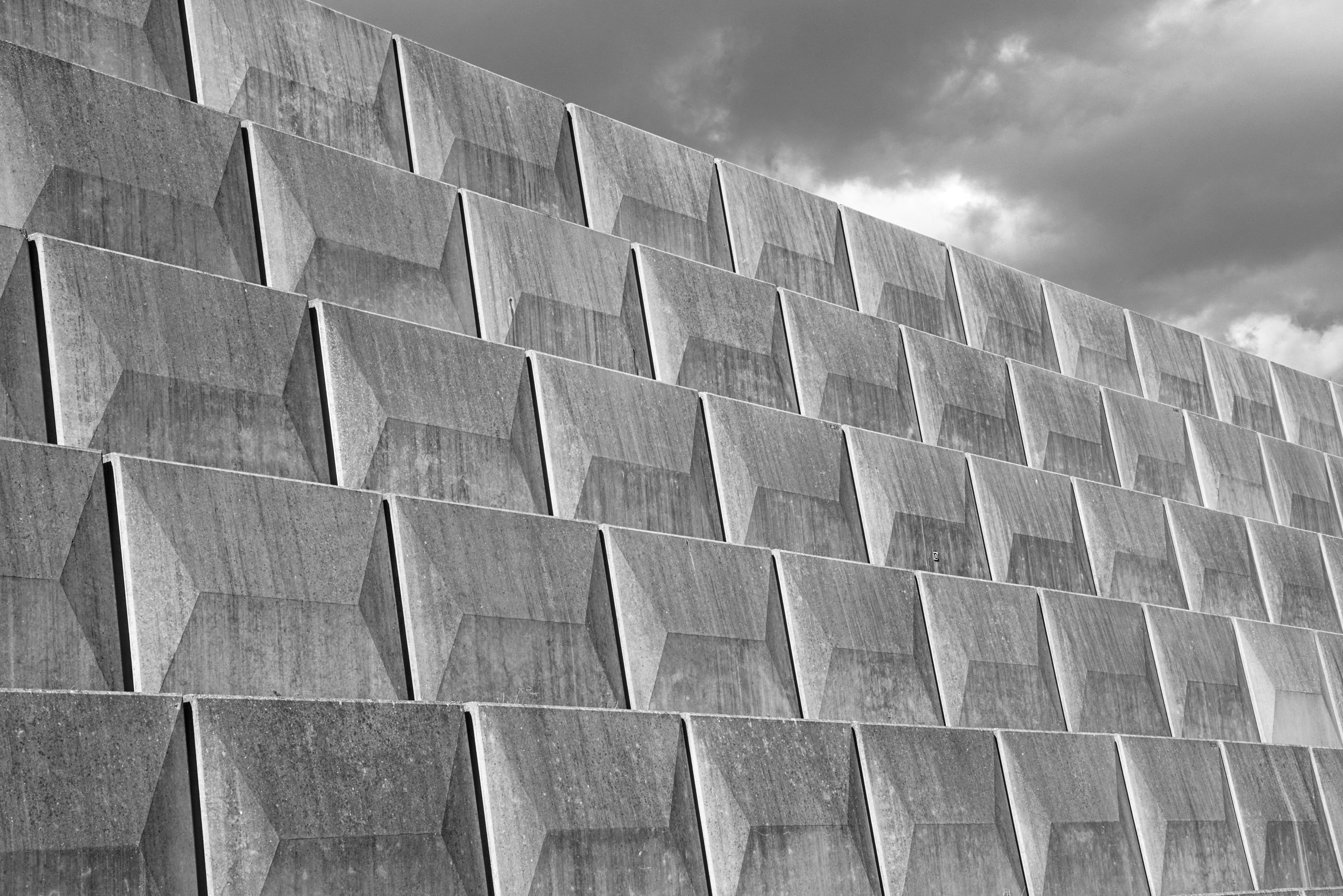
On perçoit bien ici «écailles» qui composent le barrage.

Répondant aux exigences d’un terrain karstique possiblement instable, les ingénieurs innovèrent en construisant un bâtiment qui prendra le nom de « barrage à écailles ». La particularité de cette technique (une première mondiale) est de ne pas mettre l’ouvrage en péril lorsque la pression de l’eau est trop forte : en cas de surpression l’eau passe à travers les écailles.

## Fonctionnement
Le barrage est le plus souvent à sec puisque le Vidourle a la particularité d'être principalement souterrain (entre les communes de Saint-Hippolyte-du-Fort et de Sauve). Le lit du fleuve ne se remplit qu'en fortes périodes de pluie.
L'entretien des abords du barrage est effectué par l'EPTB Vidourle. Le bon fonctionnement et la sécurité de l’édifice nécessitent un nettoyage régulier du lit et des berges du fleuve en amont (végétation, flottants, etc.).

## Galerie

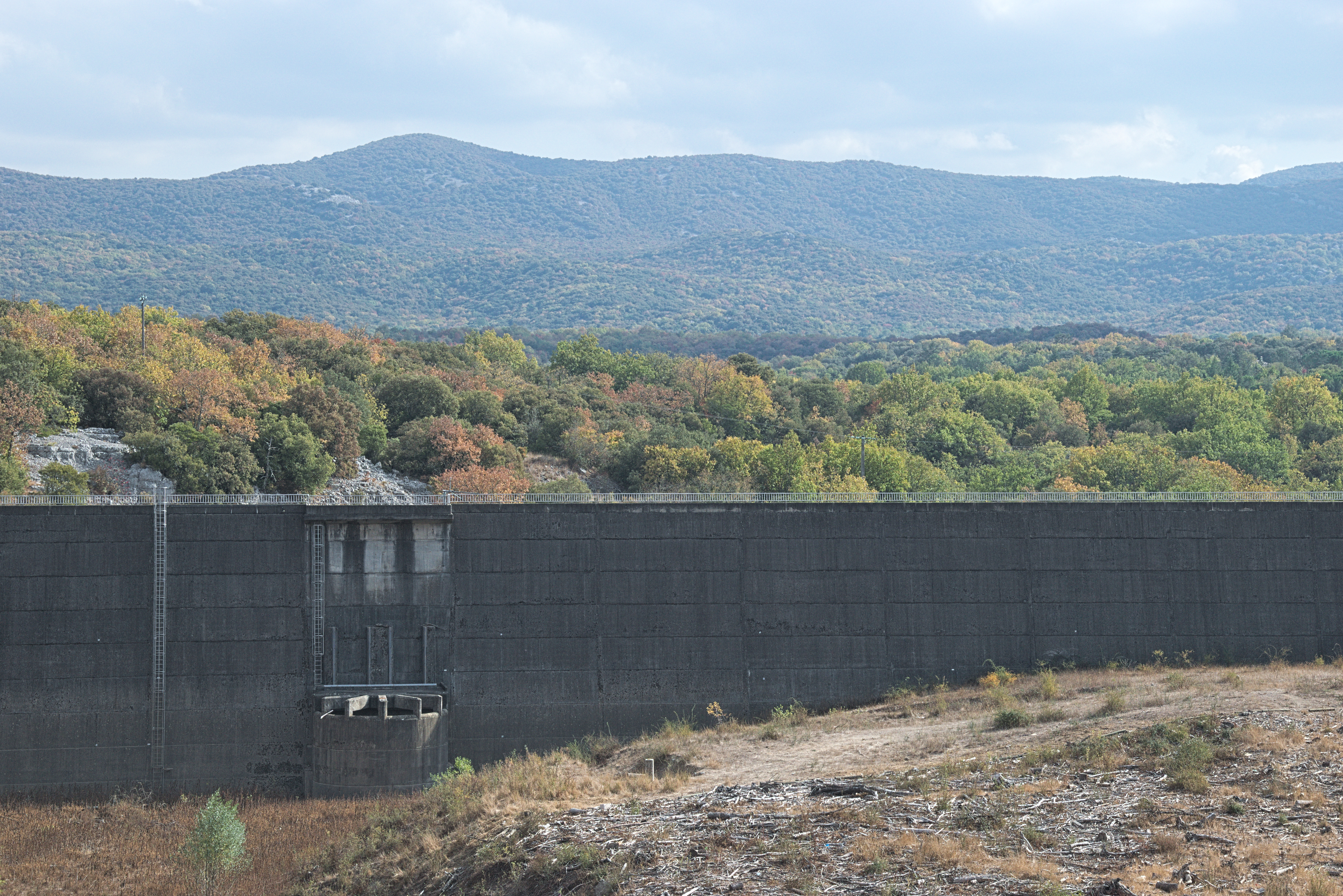
En amont du barrage.
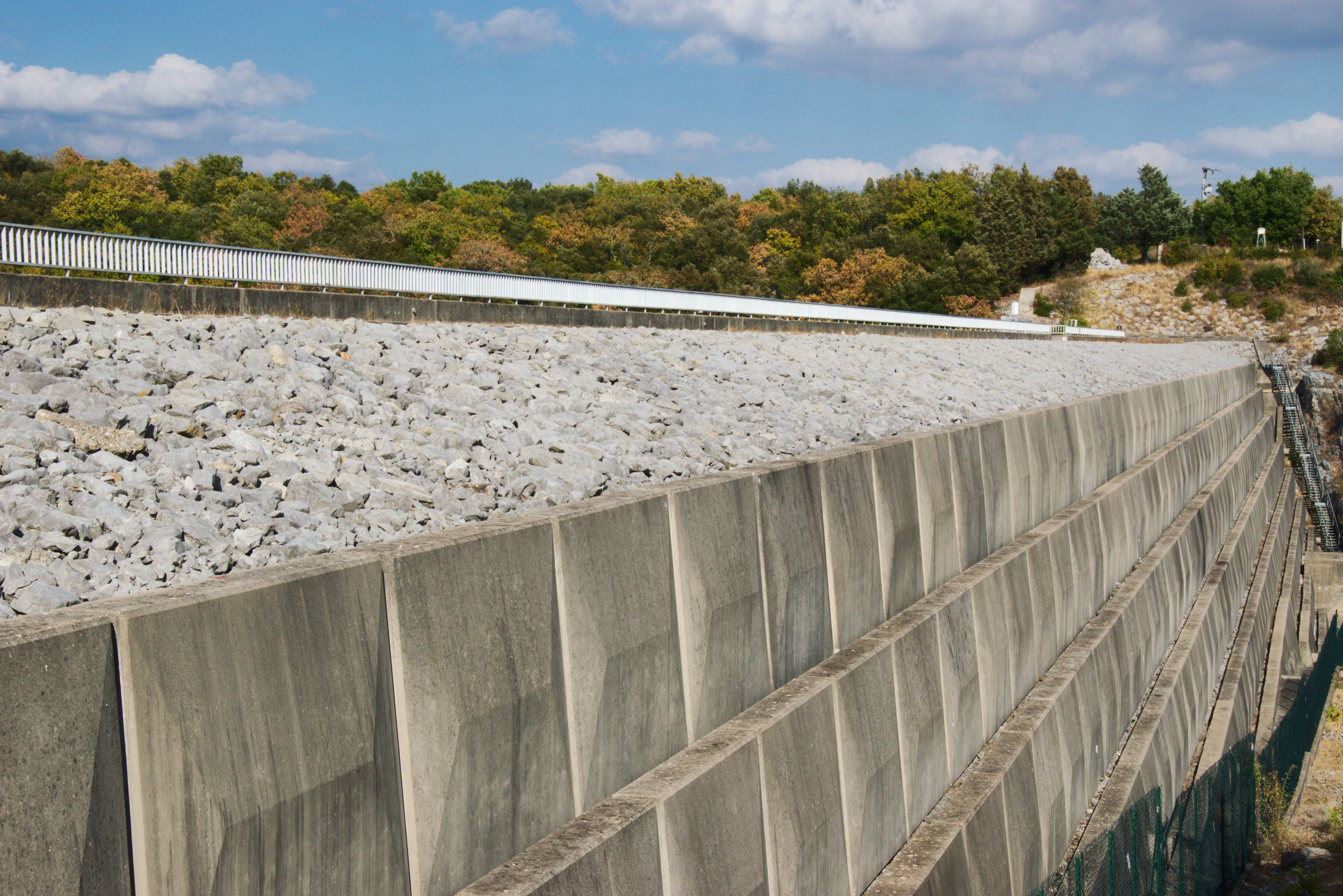
En aval du barrage.
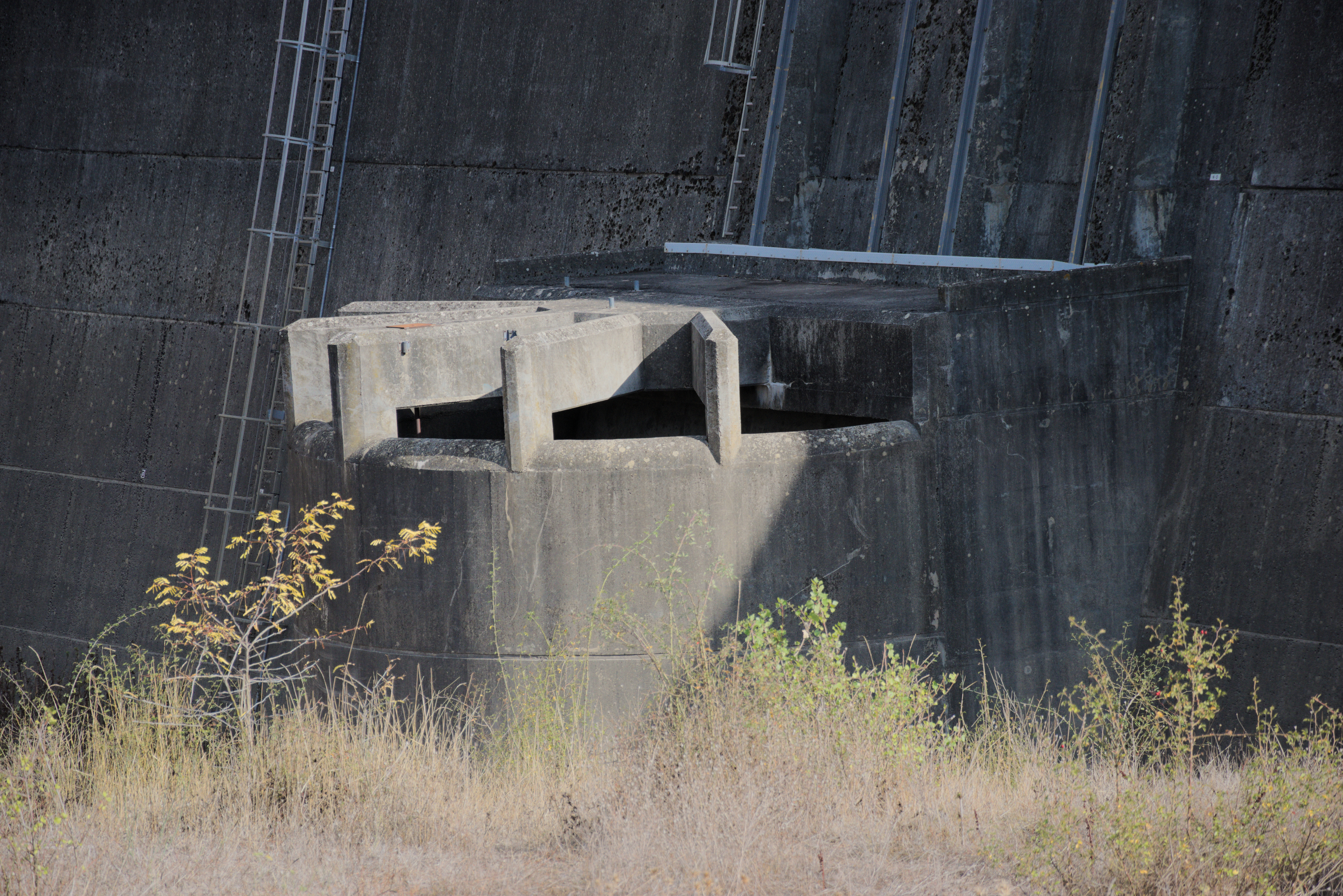
Grille de protection du pertuis
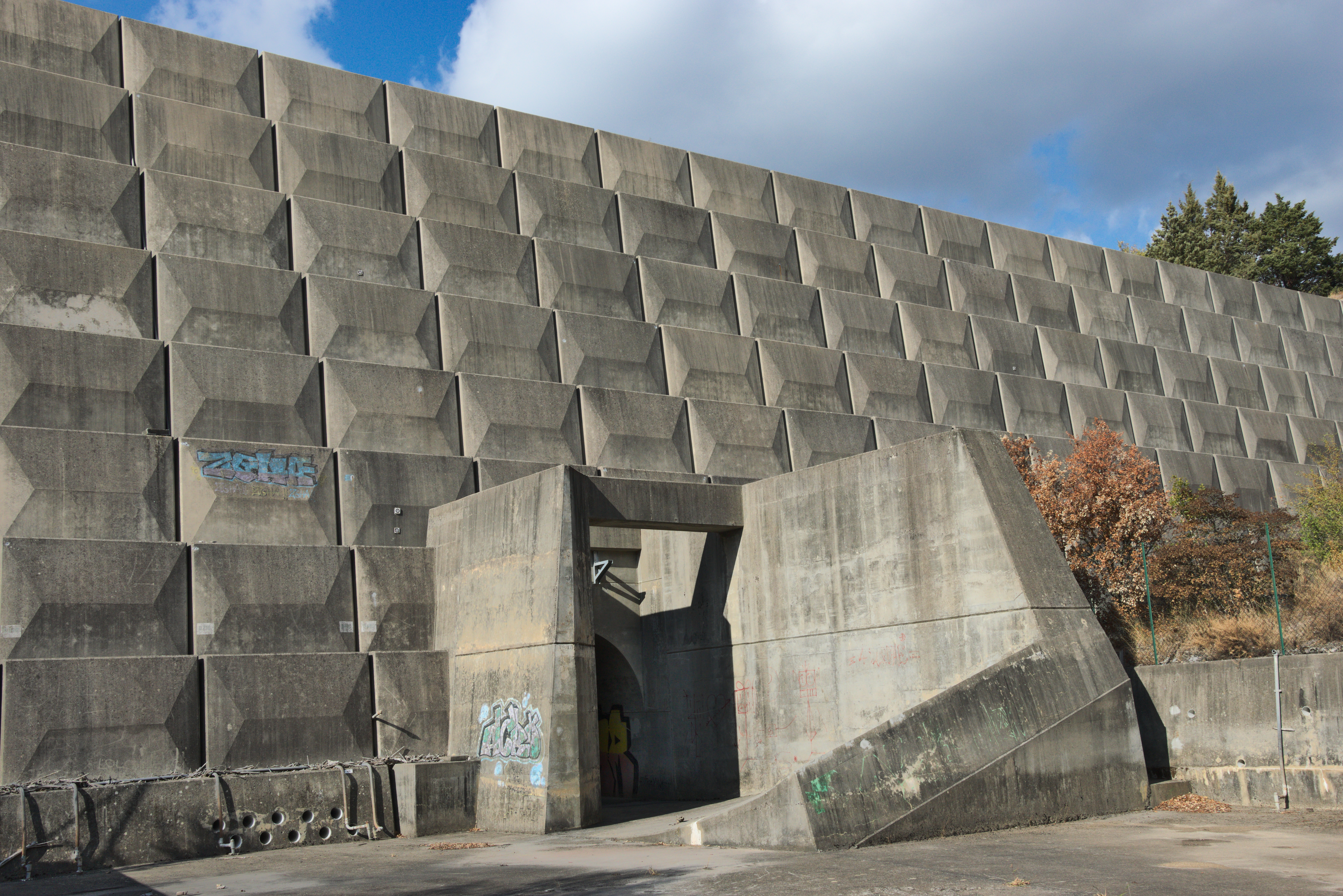
Barrage et son pertuis